# Gordon Gould
Gordon Gould (Richard Gordon Gould) (Nova Iorque, 17 de julho de 1920 — Nova Iorque, 16 de setembro de 2005), físico estadunidense que desempenhou um papel essencial no desenvolvimento do laser e criador da própria palavra laser (do inglês "light amplification by stimulated emission of radiation", ou seja, Amplificação de Luz por Emissão Estimulada de Radiação). Contudo, ainda existem discordâncias no contexto universal quanto a sua credibilidade na invenção do mesmo (algumas pessoas atribuem tal feito a Theodore Harold Maiman).
Lutou durante trinta anos com o Escritório de Marcas e Patentes dos Estados Unidos para obter patentes para o laser e tecnologias relacionadas. E com fabricantes de laser para fazer valer as patentes que obteve posteriormente.

## Trajetória Acadêmica
Gould formou-se em física pelo Union College em Schenectady, NY, em 1941, continuou seus estudos pela Universidade de Yale, onde fez mestrado em física. O físico trabalhou então no Projeto Manhattan, mas foi dispensado  por pertencer a um grupo político comunista (do qual deixou em 1948). Lecionou física no City College of New York em 1946 e ingressou na pós-graduação na Columbia University, na cidade de Nova York, em 1949.
Durante a luta legal pelas patentes de laser, lecionou no Instituto Politécnico de Nova York de 1967 a 1973 e fundou uma empresa de comunicações ópticas, Optelecom, em 1973. Aposentou-se da Optelecom em 1985 e foi incluído no Hall da Fama dos Inventores Nacionais (EUA) em 1991.

## Da criação do laser às lutas pelas patentes
O cientista teve a ideia do laser em 1957. Ele havia discutido a ideia com o físico Charles Townes , que inventou o maser. Gould seguiu o conselho de Townes, escreveu suas ideias e registrou-as como um primeiro passo para obter uma patente. Ele então deixou a Columbia e se juntou à empresa de pesquisa Technical Research Group (TRG) em 1958 para trabalhar na construção do laser. 

Acreditando que primeiro precisava ter um protótipo funcional, ele esperou até 1959 para solicitar a patente, contudo, nessa época Townes e o físico Arthur Schawlow haviam entrado com tal pedido e o seu foi rejeitado. Com o apoio inicial do TRG e com seu bloco de notas autenticado como sua principal prova, Gould lutou contra a concessão da patente do laser por Townes e Schawlow. Depois de muitos anos de litígio, ele prevaleceu e em 1977, recebeu a primeira das quatro patentes de laser dos Estados Unidos. A indústria do laser então lutou para que as patentes de Gould não fossem entregues para evitar o pagamento de milhões de dólares em royalties, porém em 1987 ele obteve tal feito oficialmente.